# Noro (prêtresse)

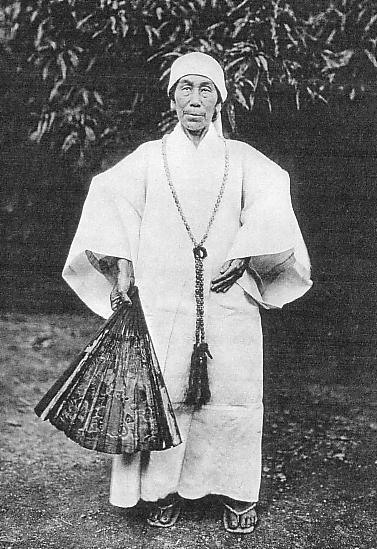
Noro (prêtresse) en habit de cérémonie (fibre de bananier), portant le collier de magatama

Les noro (祝女, parfois 神女 ou 巫女) (okinawanais : nūru) sont les prêtresses de la religion d'utaki des îles Ryūkyū. Elles ont existé depuis au moins les débuts historiques du royaume (période Gusuku, à la fin du 12e siècle) et continuent aujourd'hui de célébrer certains rites. On les distingue très nettement des yuta (chamans), mais elles font néanmoins partie des kaminchu (« gens des dieux »). 

## Histoire
Suivant le Chūzan Seikan et le Chūzan Seifu, les premières prêtresses étaient les deux filles de Tentei-shi, un descendant de la déesse créatrice des îles, Amamikyu — copie presque conforme d'Amaterasu, la déesse du soleil nippone. L'aînée devint la première prêtresse royale (la kikoe-ōgimi 聞得大君), la cadette devint la première prêtresse de village, une noro.
Le dieu du feu donna un tison provenant du Ryūgū-jō à chaque noro pour qu'elle crée un foyer communal dans chaque village, foyer où chaque famille peut s'approvisionner pour maintenir son propre feu. Quand les noro étaient chargées de l'exécution des rituels et des cérémonies officiels pour leur village, la kikoe-ōgimi s'occupait du foyer royal et tenait les mêmes charges, pour le royaume dans son entier. Elle accompagnait également le roi au sanctuaire Seifa-utaki pour prier Amamikyu et les divers kami locaux.
Lors de la prise de pouvoir du roi Shō En en 1469, il nomma sa sœur chef des noro de son fief d'Izena et sa fille devint kikoe-ōgimi. Pendant le règne de Shō Shin (r. 1477–1526), l'organisation des prêtresses était centralisée sous l'autorité de la kikoe-ōgimi et une noro était assignée à chaque village du royaume, un lopin de terre lui étant fourni pour subvenir à ses besoins. De même la kikoe-ōgimi obtint le droit d'emménager dans une construction neuve proche du Château de Shuri, pour s'occuper de l'entretien de Sonohyan-utaki.
Après l'invasion de Satsuma en 1609, la pensée confucéenne s'infiltra dans le gouvernement ryūkyūan sous tutelle et commença à affaiblir l'autorité des noro. Satsuma tenta même d'obtenir du gouvernement de Shuri qu'il soit interdit aux femmes de posséder des terres (comme l'exploitation agricole était en grande partie communautaire et que la terre n'appartenait à personne en propre aux Ryūkyū, le gouvernement ne put que refuser). De plus le chef du gouvernement Shō Shōken convainquit le roi de mettre fin à certains rituels et cérémonies religieuses pour des raisons de coût et pour montrer un visage « plus moderne » à Satsuma. L'acte le plus symbolique fut la modification du pèlerinage annuel à Sefa-utaki et du rôle de la kikoe-ōgimi qui perdit deux rangs protocolaires dans l'affaire, reléguée derrière la reine. Pour autant, les noro de village conservèrent leurs pouvoirs et une influence non négligeable jusqu'à la fin du XIXe siècle.
Après l'annexion définitive des Ryūkyū par le Japon en 1879, le gouvernement Meiji commença à faire absorber la religion des îles par le Shintoïsme d'État : les noro ne furent alors pas reconnues comme faisant partie du clergé shintō et ne bénéficièrent donc d'aucune protection ni garantie du gouvernement de pouvoir exercer leur ministère ; leurs revenus furent supprimés. Le gouvernement, qui ne parvenait pas à confisquer leur lopin de terrain personnel, le leur échangea en 1910 contre une pension à peine suffisante pour assurer le service des sanctuaires, ce qui les laissa en pratique sans ressources. Le gouverneur de la préfecture d'Okinawa, Hibi Shigeaki (en) expliqua que ces rachats étaient destinés à l'éventuelle reconversion des terres en sanctuaires shintō. La conséquence religieuse fut une perte sensible d'influence des noro au profit des yuta (sorte de chamans locaux).
Le chaos qui accompagna la Bataille d'Okinawa en 1945 fut la cause d'une réduction brutale de la population des îles, ce qui diminua encore davantage l'influence des noro.
Seules demeurent en 2018 quelques prêtresses de village et dans les utaki.

## Kikoe-ōgimi
La kikoe-ōgimi servait comme prêtresse du royaume et de la famille royale. Elle dirigeait les cérémonies nationales, surveillait toutes les autres norō et entretenait le foyer royal ainsi que les utaki les plus sacrés. Le rituel d'intronisation — uarauri (御新下り) — d'une nouvelle kikoe-ōgimi se déroulait à Seifa-utaki, cérémonie symbolisant le mariage sacré d'Amamikyu et de Shinerikyu. Il confèrait à la kikoe-ōgimi la force de supporter le kimitezuri (君手摩). Une fois nommée la kikoe-ōgimi gardait son poste jusqu'à sa mort. Le rôle de kikoe-ogimi a été supprimé en 1879 (de même que l'ancienne architecture politique du royaume), la dernière d'entre elles a conservé son poste jusqu'à son décès en 1944.

## Devoirs et responsabilités
Les noro étaient les gardiennes du foyer et du feu communal ; elles supervisaient la création de nouvelles implantations villageoises. Elles dirigeaient les rituels du village dans l'utaki communautaire. Une fille de chaque famille était généralement désignée comme assistante mais des hommes pouvaient aider lors de diverses cérémonies publiques. Les noro communiquaient avec les ancêtres, les kami et toutes les déités possibles.

## Symboles
Les noro sont reconnaissables à leurs robes blanches en fibre de bananier et à leurs ornements de coiffure généralement composés d'une plante grimpante nouée en couronne qui symbolisent leur pureté. Elles portent un chapelet de magatama ainsi qu'un grand éventail utilisé dans diverses danses sacrées. Leur foyer est constitué de trois pierres assemblées qui proviennent toujours de la côte.

## Hiérarchie des prêtresses
| Title               | Description |
| ------------------- | --- |
| Kikoe-ōgimi         | Prêtresse royale, proche parente du roi (sœur, tante, fille), résidait à Shuri.                                                             |
| Noro d'Izena        | Dirigeait le magiri d'Izenajima. |
| Noro de Kudaka      | Dirigeait l'île de Kudaka-jima,. |
| Mihara-oamu-shirare | Prêtresses responsables des trois divisions administratives de Kunigami, Nakagami et Shimajiri.                                             |
| Noro                | Prêtresse de village ou de magiri. |
| Assistants          | Généralement une fille représentant une famille du village ou une apprentie-noro, mais pouvait être un homme pour les cérémonies publiques. |